# 運輸業大亨2
《運輸業大亨2》是一款由Good Shepherd Entertainment推出的模擬經營遊戲，玩家可以藉由建造鐵路、公路、航運及航空等運輸路線賺取金錢並促進城市發展。該遊戲是《遊輸業大亨》系列的第三套作品，於2019年12月11日在Steam平台上發行Microsoft Windows和Linux的版本，並在2021年2月23日增加macOS的版本。

## 外部連結
- 官方網站 （页面存档备份，存于）